# Erzbistum San Juan de Puerto Rico
Das Erzbistum San Juan de Puerto Rico (lat.: Archidioecesis Sancti Joannis Portoricensis) ist eine in Puerto Rico gelegene römisch-katholische Erzdiözese mit Sitz in San Juan.

## Geschichte
Das Erzbistum San Juan de Puerto Rico wurde am 8. August 1511 als Bistum Puerto Rico errichtet und unterstand dem Erzbistum Sevilla. Am 21. November 1924 wurde das Bistum Puerto Rico in Bistum San Juan de Puerto Rico umbenannt.
Das Bistum San Juan de Puerto Rico wurde am 30. April 1960 durch Papst Johannes XXIII. mit der Apostolischen Konstitution Cum apostolicus zum Erzbistum erhoben.

## Weblinks

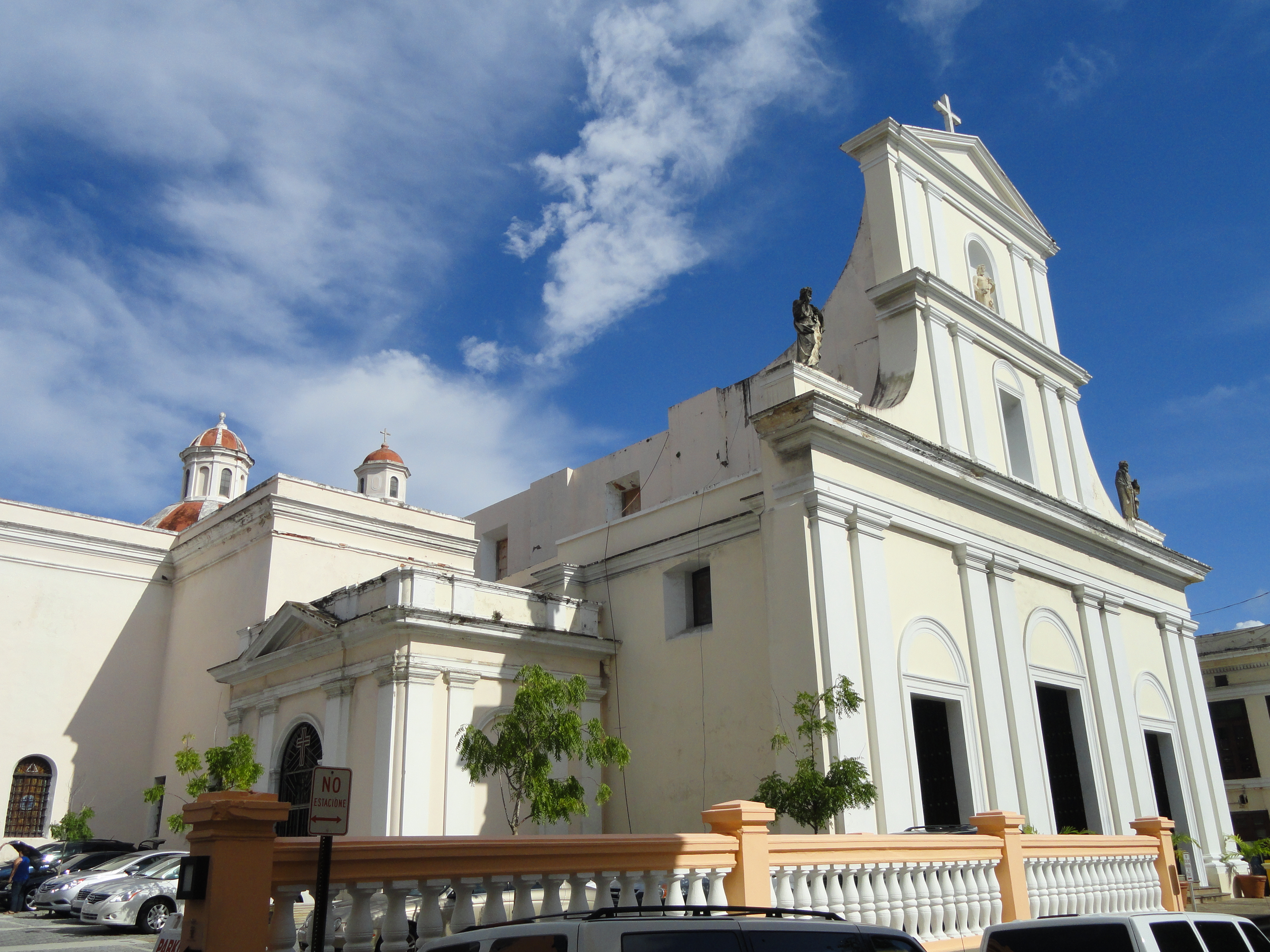
Kathedrale San Juan Bautista